# Кроат, Томас
Томас Кроат (англ. Thomas Bernard Croat, р. 1938) — американский ботаник, специалист по семенным растениям.
Один из ведущих научных экспертов по ароидным, создатель одной из крупнейших коллекций ароидных в мире, насчитывающей 10 тысяч живых растений. Известен тем, что собрал 100 тысяч видов в условиях дикой природы.
Профессор университета штата Миссури. Доктор ботаники. Один из ведущих сотрудников ботанического сада Миссури в Сент-Луисе.
Научный редактор журнала «Ароидеана» Международного общества ароидных.
Бакалавр Симпсоновского колледжа в Айове, магистр Канзасского университета, защита докторской диссертации в Канзасском университете в 1967 году. Адъюнкт-профессор Сент-Луисского и Университета Миссури.
Научные интересы: систематика и экология ароидных тропиков, флористика ароидных тропиков, выращивание ароидных и др.
Автор более 100 печатных работ и публикаций.
Им описано множество видов растений из родов Антуриум (Anthurium), Chlorospatha, Диффенбахия (Dieffenbachia), Филодендрон (Philodendron), Rhodospatha, Спатифиллюм (Spathiphyllum), Syngonium, Ксантосома (Xanthosoma).
Например Anthurium centimillesimum Croat и многие другие.

## Избранные работы
- The Araceae of Venezuela. Thomas B. Croat & N. Lambert; in «Aroideana» 9 — 1987: 3-214 (Ароидные Венесуэлы)
- Xanthosoma feuersteiniae (Araceae), a new species from southeastern Ecuador (недоступная ссылка). Thomas B. Croat & Josef Bogner; in: «Willdenowia» 35 — 2005, 327—331